# Ludwigshöhe

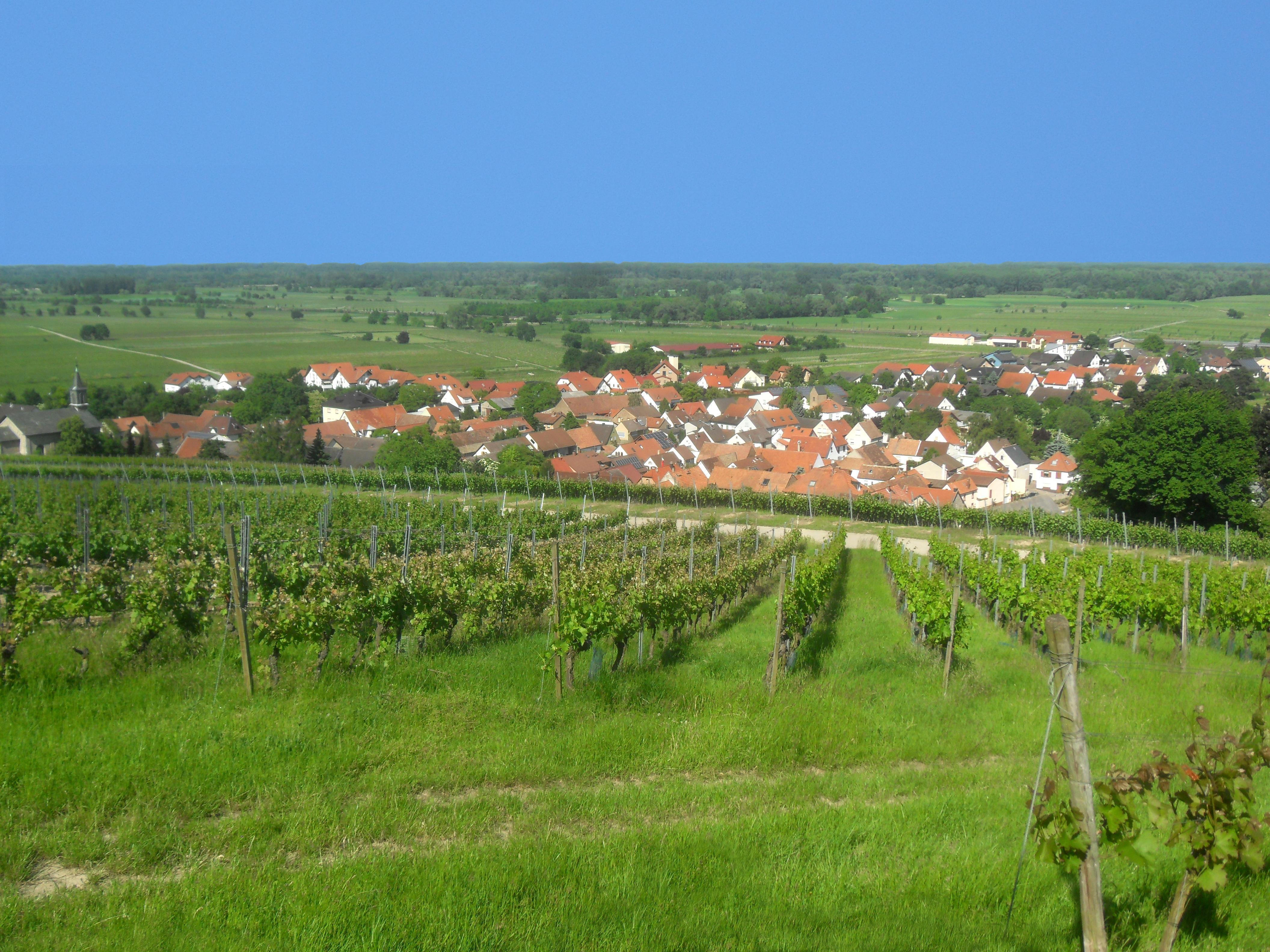
Ludwigshöhe von den westlichen Weinbergen aus

Lage von Rudelsheim 1631 im Aufmarschgebiet der spanischen Reiterei beim Rheinübergang von Gustav Adolf von Schweden

Ludwigshöhe ist eine Ortsgemeinde im rheinhessischen Landkreis Mainz-Bingen in Rheinland-Pfalz. Sie gehört der Verbandsgemeinde Rhein-Selz an, die ihren Verwaltungssitz in der Stadt Oppenheim hat.

## Geographische Lage
Ludwigshöhe liegt in der Oberrheinischen Tiefebene wenig westlich des Rheins an der alten Handelsstraße Mainz – Worms, der heutigen Bundesstraße 9, fast genau in der Mitte zwischen der rheinland-pfälzischen Landeshauptstadt Mainz und der Nibelungenstadt Worms.

## Geschichte

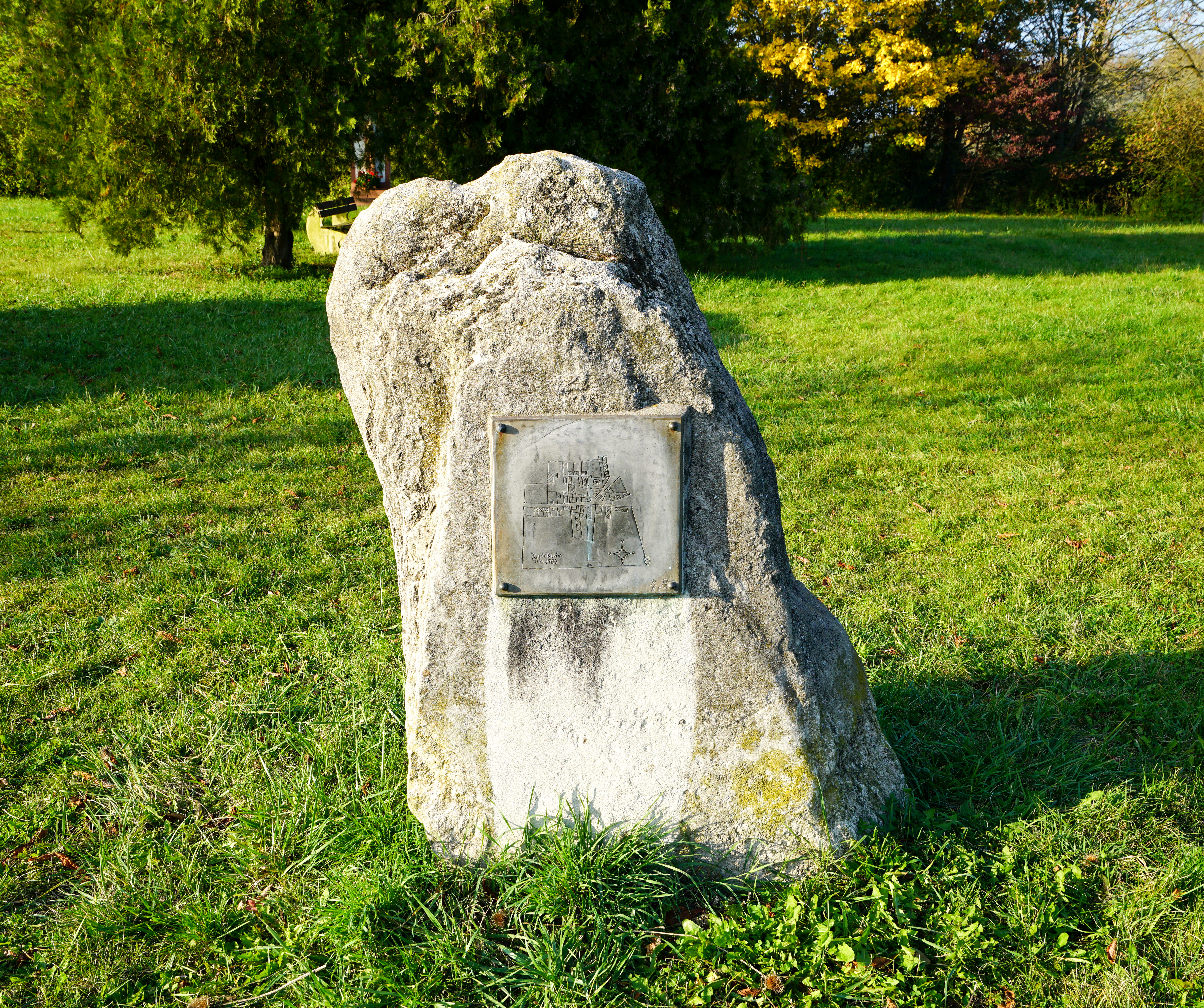
Gedenkstein an Rudelsheim auf der ehemaligen Gemarkung von Rudelsheim mit einem Lageplan: Er zeigt Rudelsheim um das Jahr 1784.

Ludwigshöhe ist ein vergleichsweise junger Ort, geht aber auf das merowingische Rudelsheim zurück. Ein Dammbruch im Jahr 1819 veranlasste die Bewohner Rudelsheims, auf einen nahegelegenen Hügel umzusiedeln.
Rudelsheim wurde erstmals am 21. März 766 in einer Schenkungsurkunde des Klosters Lorsch, im Regierungsjahr Pippins des Jüngeren erwähnt. Damals schenkte Franco zu seinem Seelenheil einen Weinberg in Rudolfesheim. Der Ortsname mit der Endung -heim deutet auf eine Gründung in der Zeit der Merowinger im 5. oder 6. Jahrhundert von den Franken hin. Namensgeber für den Ort war Rudolf, der am 2. oder 3. April 767 dem Kloster Lorsch einen Weinberg schenkte. Der kleine Ort ist mit 13 Urkunden im Lorscher Codex genannt.
Nachdem bereits die Römer den Weinbau in die Gegend gebracht hatten, wurde diese Agrarform durch die Franken übernommen. Vor allem die Klöster führten die Rebenkultivierung weiter und vervollkommneten sie.
Rudelsheim war trotz Teilerwerbs des Dorfes im Jahr 1418 durch Pfalzgraf Ludwig III. reichsritterschaftlich. Diese Hoheitsrechte lagen bis zum Ende des 18. Jahrhunderts bei den Freiherrn von Dienheim.
Der Ort bestand im Jahr 1496 aus 20 Häusern und gehörte zum Bistum Worms.
Im Jahr 1631 fand südlich von Rudelsheim die entscheidende Schlacht der unter dem Kommando des Schwedenkönigs Gustav Adolf stehenden protestantischen Truppen und den katholischen Spaniern statt. Die Schwedensäule erinnert daran. In deren Verlauf brannte das Dorf vollständig nieder. Der Wiederaufbau der Kirche St. Vitus dauerte bis zu ihrer Fertigstellung im Jahr 1736.
Nach dem Dreißigjährigen Krieg wurden von dem pfälzischen Kurfürsten Karl I. Ludwig Wirtschafts- und Glaubensflüchtlinge aus der Schweiz in der Kurpfalz angesiedelt. Um 1700 sind drei mennonitische Familien in Rudelsheim bekannt:
- Jacob Müller mit vier Kindern[6]
- Hanns/Johannes Meyer ⚭ Anna Baumann[7]
- Hans Jacob Hagmann/Hackmann ⚭ Maria Brubacher[8]

In Rudelsheim standen im Jahr 1784 43 Häuser, die Kirche St. Vitus sowie ein Gemeindehaus und -scheune.
Rudelsheim lag im Mittelalter nahe bis unmittelbar am Rhein, der – damals noch nicht begradigt – mit jedem Hochwasser seinen Lauf ändern konnte und dabei immer wieder erhebliche Schäden im Dorf anrichtete. So vernichtete das Rheinhochwasser im Jahr 1740 die Frühjahrssaat durch Überflutung der Felder, im Jahr 1758 war die gesamte Ernte betroffen. Aber auch direkte Schäden an Gebäuden waren Folge der immer wiederkehrenden Hochwasser. Im Jahr 1784 überflutete das Rheinhochwasser den Ort, so dass nur noch die Dächer aus den Fluten ragten. Das Hochwasser des Jahres 1799 ließ sieben, das des Jahres 1809 sechs Häuser einstürzen.
Die Einwohnerzahl ging dabei kontinuierlich zurück. Viele ehemalige Rudelsheimer zogen in das höher gelegene Dienheim um. Im Jahr 1806 wurden 380, im Jahr 1815 nur noch 319 und im Jahr des entscheidenden Dammbruchs 1819 gar noch 278 Einwohner gezählt.
Der verheerende Dammbruch im Dezember 1819 führte zur Verlegung des Ortes auf einen weiter westlich gelegenen Hügel. Die Grundsteinlegung fand am 25. August 1822 statt, dem Namenstag des damaligen Landesherrn, Großherzog Ludwig I. von Hessen-Darmstadt, zu dessen Ehren das neue Dorf „Ludwigshöhe“ genannt wurde. Dies erklärt auch den hessischen Löwen im Wappen. Abbruch und Umsiedlung des alten Rudelsheim erfolgten bis 1830; die Kirche als einziges erhaltenes Gebäude fiel 1837 einem Brand zum Opfer.
Von vielen rheinhessischen Ortsnamen sind meist jüdischen Familiennamen abgeleitet, z. B. Oppenheimer, Niersteiner, Dexheimer, von Dienheim, Alsheimer, Mettenheimer und auch: Rudelsheimer, die seit Ende des 17. Jahrhunderts in Amsterdam bekannt sind. Die jüdische Gemeinde hatte noch bis 1937 einen Friedhof in Ludwigshöhe, dessen Lage heute unbekannt ist.
Von 1972 bis 2014 gehörte Ludwigshöhe der Verbandsgemeinde Guntersblum und seit dem 1. Juli 2014 der Verbandsgemeinde Rhein-Selz an.

## Politik

### Gemeinderat
Der Gemeinderat in Ludwigshöhe besteht aus zwölf Ratsmitgliedern, die bei der Kommunalwahl am 9. Juni 2024 in einer Mehrheitswahl gewählt wurden, und dem ehrenamtlichen Ortsbürgermeister als Vorsitzendem.

### Bürgermeister
Hartmut Zimmermann (parteilos) wurde 2014 Ortsbürgermeister von Ludwigshöhe. Bei der Direktwahl am 26. Mai 2019 wurde er mit einem Stimmenanteil von 90,77 % und bei der Direktwahl am 9. Juni 2024 als einziger Bewerber mit 91,5 % jeweils für fünf Jahre in seinem Amt bestätigt.

### Wappen
| Wappen von Ludwigshöhe | Blasonierung: „In einem silbernen Schildfuß ein blauer, von roten Flammen umgebener Kessel mit der Aufschrift St.VITUS, der auf das Patrozinium der katholischen Kirchengemeinde hinweist, darüber in Blau einen steigenden, achtmal in Rot und Silber geteilten goldenen, gekrönten bunten Löwen mit goldenem Schwert in der rechten Vorderpranke.“ |
| Wappen von Ludwigshöhe | |

## Wirtschaft
Das VDP Weingut Brüder Dr. Becker produziert seine Weine in Ludwigshöhe.

## In Ludwigshöhe geboren
- Jacob Becker (1864–1949), Arzt und Reichstagsabgeordneter
- Johann Becker (1869–1951), Politiker (DVP), MdR, Reichswirtschaftsminister
- Emil Lamberth (1896–1962), Offizier